# Sporobolus ludwigii
Sporobolus ludwigii là một loài thực vật có hoa trong họ Hòa thảo. Loài này được Hochst. miêu tả khoa học đầu tiên năm 1846.